# Phrygionis naevia
Phrygionis naevia là một loài bướm đêm trong họ Geometridae.